# Червоное (Кропивницкий район)
Червоное (укр. Червоне) — село в Гуровской сельской общине Кропивницкого района Кировоградской области Украины.
До 2020 года входило в Долинский район
Население по переписи 2001 года составляло 108 человек. Почтовый индекс — 28542. Телефонный код — 5234. Код КОАТУУ — 3521987503.